# Ocuilapa de Juárez
Ocuilapa de Juárez es una localidad del estado mexicano de Chiapas. Es parte del municipio de Ocozocoautla de Espinosa.

## Toponimia
El nombre «Juárez» rinde homenaje a Benito Juárez, presidente de México durante la Guerra de Reforma.

## Demografía
| Gráfica de evolución demográfica |
|                                  |

| Censo | Población |
| ----- | --------- |
| 1900  | 80        |
| 1910  | 117       |
| 1921  | 362       |
| 1930  | 446       |
| 1940  | 603       |
| 1950  | —         |
| 1960  | 888       |
| 1970  | 947       |
| 1980  | 385       |
| 1990  | 2 355     |
| 2000  | 3 016     |
| 2010  | 3 921     |
| 2020  | 4 704     |